# Liste der Biografien/Lauf
Liste der Biografien |
Portal Biografien |
Personensuche
# |
A |
B |
C |
D |
E |
F |
G |
H |
I |
J |
K |
L |
M |
N |
O |
P |
Q |
R |
S |
T |
U |
V |
W |
X |
Y |
Z |
?
 
La |
Lb |
Lc |
Le |
Lg |
Lh |
Li |
Lj |
Ll |
Lm |
Lo |
Lp |
Lt |
Lu |
Lv |
Lw |
Lx |
Ly |
Lz
 
Laa |
Lab |
Lac |
Lad |
Lae–Lah |
Lai |
Laj |
Lak |
Lal |
Lam |
Lan |
Lao |
Lap |
Laq |
Lar |
Las |
Lat |
Lau |
Lav |
Law |
Lax |
Lay |
Laz
 
Laua |
Laub |
Lauc |
Laud |
Laue |
Lauf |
Laug |
Lauh |
Laui |
Lauj |
Lauk |
Laul |
Laum |
Laun |
Laup |
Laur |
Laus |
Laut |
Lauv |
Lauw |
Laux |
Lauz
Die Liste der Biografien führt alle Personen auf, die in der deutschsprachigen Wikipedia einen Artikel haben. Dieses ist eine Teilliste mit 79 Einträgen von Personen, deren Namen mit den Buchstaben „Lauf“ beginnt.

## Lauf
- Lauf, Cäcilia (1760–1834), Äbtissin von Lichtenthal
- Lauf, Elias (1894–1981), grönländischer Politiker, Pastor und Redakteur
- Lauf, James (* 1927), US-amerikanischer Radrennfahrer
- Lauf, Stefan (* 2002), österreichischer Fußballspieler
- Lauf, Ulrich (* 1950), deutscher Sachbuchautor, publiziert zur Geschichte des Knappschaftswesen

### Laufb
- Laufberger, Ferdinand (1829–1881), österreichischer Maler und Radierer

### Laufe
- Laufen, Kai (* 1968), deutscher Redakteur und Featureautor
- Laufenberg, Frank (1945–2025), deutscher Moderator und MusikjournalistFrank Laufenberg (1945–2025)

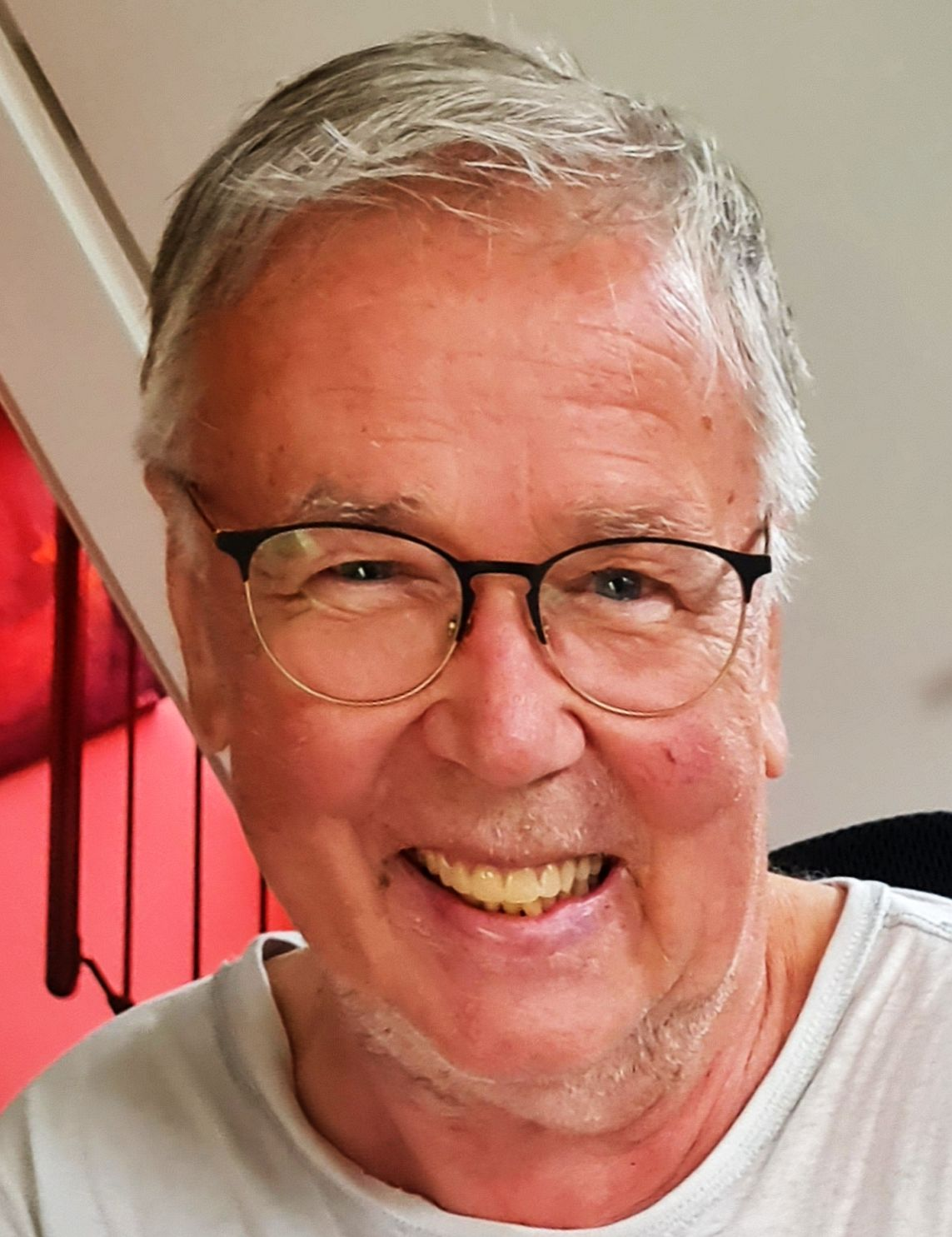
Frank Laufenberg (1945–2025)

- Laufenberg, Heinrich († 1460), Schweizer Priester und Schriftsteller
- Laufenberg, Heinrich (1872–1932), deutscher Historiker, Journalist und Politiker
- Laufenberg, Iris (* 1966), deutsche Dramaturgin und Theaterintendantin
- Laufenberg, Laurenz (* 1990), deutscher Schauspieler
- Laufenberg, Maria (1910–1944), deutsche Lehrerin, Mitglied der Schönstattbewegung und Opfer des Nationalsozialismus
- Laufenberg, Uwe Eric (* 1960), deutscher Schauspieler, Regisseur und Theaterintendant
- Laufenberg, Walter (* 1935), deutscher Schriftsteller
- Laufenburg, Heike (* 1961), deutsche Künstlerin, Illustratorin und Autorin
- Laufer, Anke (* 1965), deutsche Schriftstellerin
- Laufer, Berthold (1874–1934), deutscher Ostasienforscher
- Laufer, Daniel (* 1989), deutscher Journalist, Musiker und Filmkomponist
- Läufer, Erich (1927–2024), deutscher römisch-katholischer Rälat und Chefredakteur der Kölner Kirchenzeitung
- Laufer, Ernst (1850–1893), deutscher Geologe
- Laufer, Franz Friedrich (1858–1937), preußischer Polizeikommissar
- Laufer, Franz-Josef (* 1952), deutscher Fußballspieler
- Laufer, Gerda (1910–1999), deutsche Politikerin (SPD), MdL Bayern
- Laufer, Günther (1907–1992), deutscher Kunstschmied, Restaurator und Metallbildhauer
- Laufer, Hans-Jürgen (* 1948), deutscher Unternehmer und Fußballfunktionär
- Laufer, Hartmut, deutscher Sachbuchautor
- Laufer, Heinrich (* 1924), österreichischer Schriftsteller
- Laufer, Heinz (1925–2010), deutscher Leichtathlet und Kommunalpolitiker
- Laufer, Heinz (1933–1996), deutscher Jurist und Politikwissenschaftler
- Laufer, Hildrun (* 1939), deutsche Leichtathletin und Olympiamedaillengewinnerin
- Laufer, Ilan (* 1983), rumänischer Politiker
- Laufer, Johann (1857–1924), Landtagsabgeordneter Volksstaat Hessen
- Laufer, Josef (1939–2024), tschechischer Sänger, Schauspieler, Autor, Moderator und Entertainer
- Laufer, Karl (1885–1962), Landtagsabgeordneter Volksstaat Hessen
- Laufer, Margit (* 1990), österreichische FernsehmoderatorinMargit Laufer (* 1990)

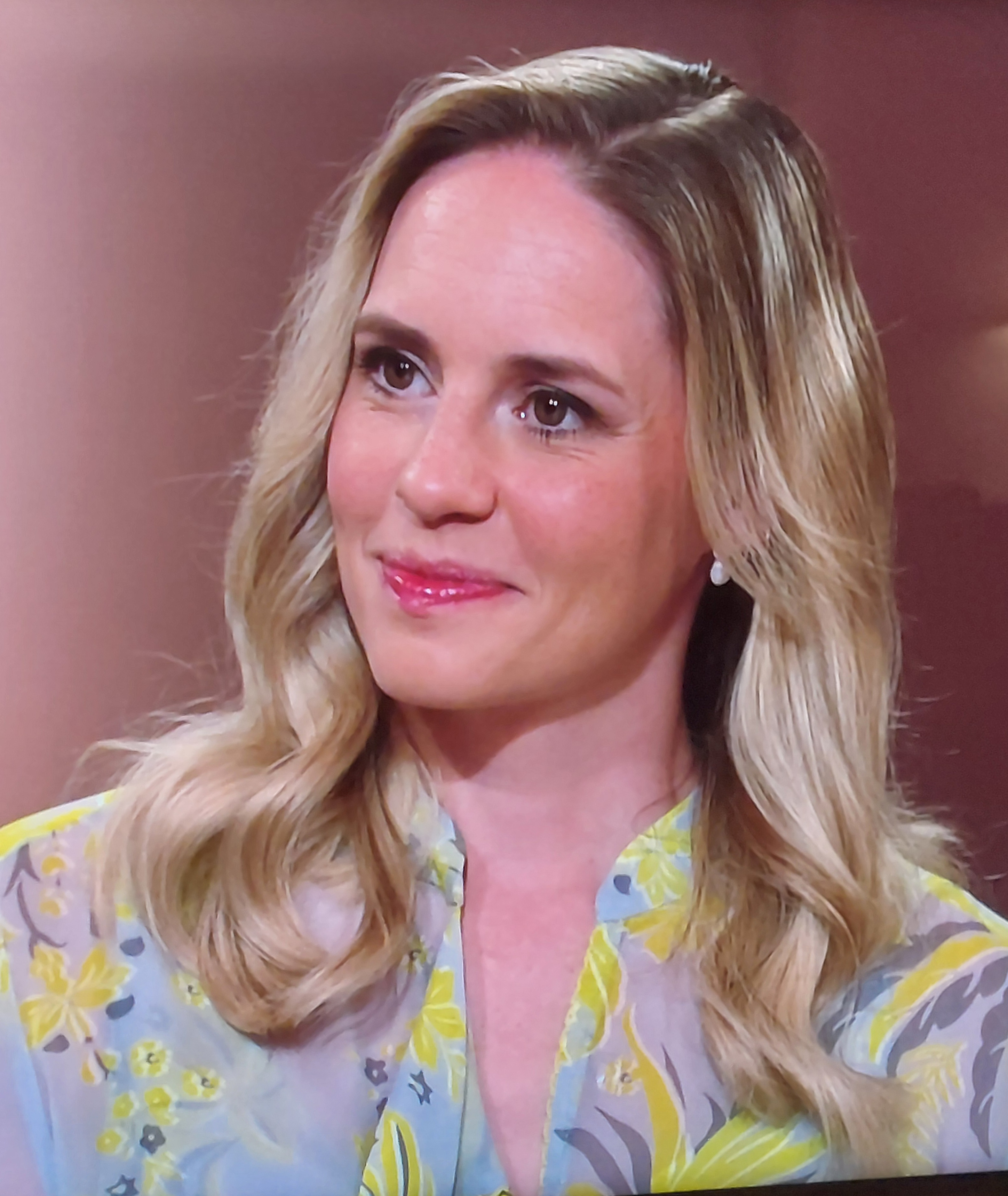
Margit Laufer (* 1990)

- Laufer, Marion, deutsche Fußballspielerin
- Laufer, Michael, deutscher Basketballfunktionär und -trainer
- Laufer, Oswald (1905–1933), deutscher Antifaschist
- Laufer, Paul (1871–1959), Schweizer evangelischer Geistlicher und Hochschullehrer
- Laufer, Paul (1904–1969), deutscher antifaschistischer Widerstandskämpfer und Abteilungsleiter im Ministerium für Staatssicherheit der DDR
- Laufer, Peter (1936–2016), deutscher Leichtathlet
- Laufer, Stefan (* 1959), deutscher Apotheker und Professor
- Laufer, Tal (* 1985), israelischer Schriftsteller
- Läufer, Thomas (* 1945), deutscher Botschafter
- Laufer, Walter (1906–1984), US-amerikanischer Schwimmer
- Laufer, Wolfgang (1940–2022), deutscher Historiker und Archivleiter
- Laufer-Herbst, Maria (* 1943), deutsche Grafikerin und Malerin
- Läufer-Maler, griechischer Vasenmaler
- Laufey (* 1999), isländische Musikerin (Gesang, Cello, Gitarre, Klavier)Laufey (* 1999)

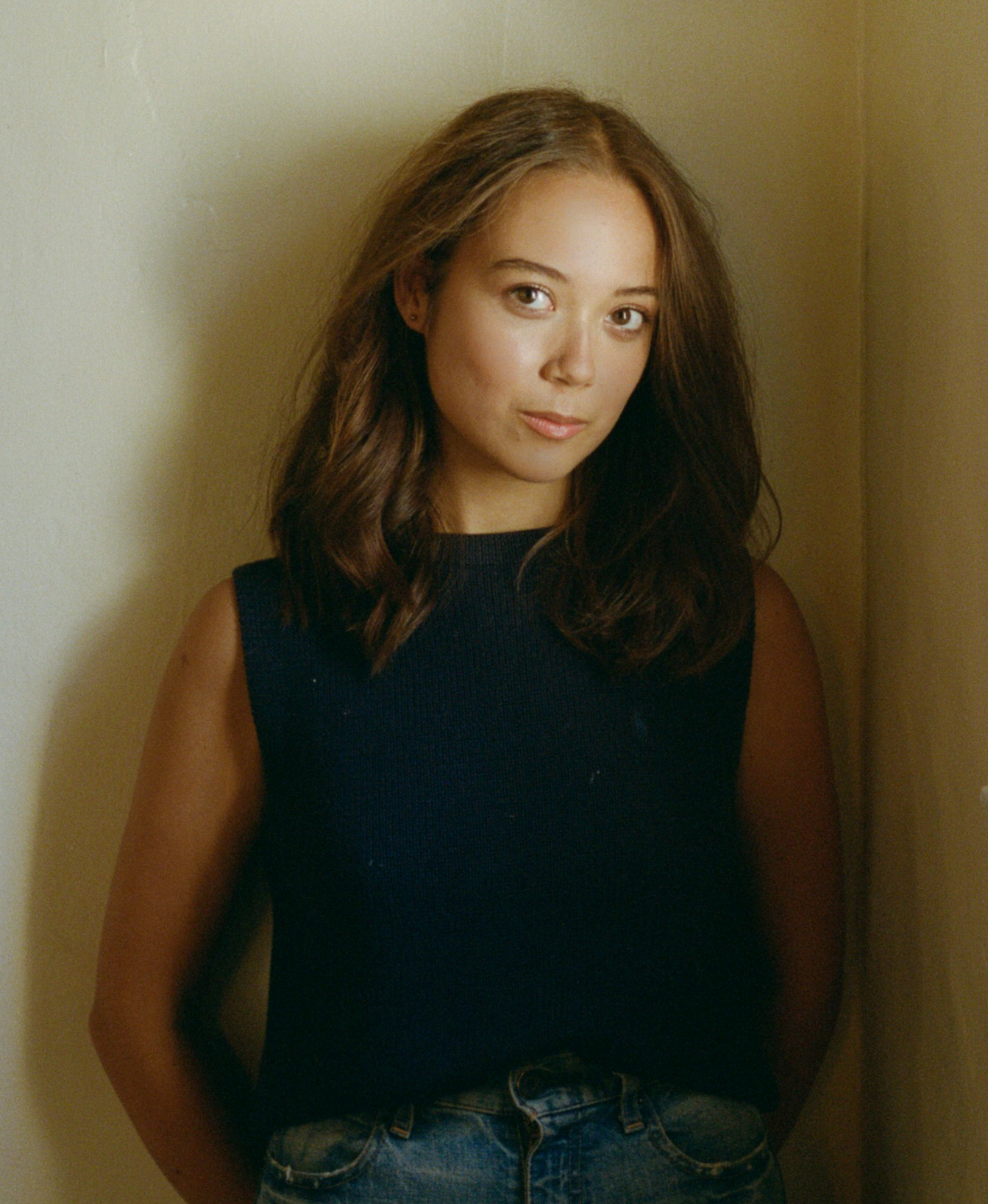
Laufey (* 1999)

- Laufey Sigurðardóttir (* 1963), isländische Fußballspielerin

### Lauff
- Lauff, Heinz, deutscher Radrennfahrer
- Lauff, Helen (* 1953), deutsche Malerin, Zeichnerin und Illustratorin
- Lauff, Joseph von (1855–1933), preußischer Oberstleutnant und Schriftsteller
- Lauffen, Richard (1907–1990), deutscher Schauspieler
- Lauffensteiner, Wolff Jakob (1676–1754), österreichischer Musiker und Komponist
- Lauffer, Emil (1837–1909), mährischer Maler, Universitätsprofessor in Prag und Direktor der Kunstakademie Prag
- Lauffer, Ernst (1900–1999), deutscher Landrat
- Lauffer, Hans-Ulrich (1923–2007), deutscher Schauspieler, Synchron- und Hörspielsprecher
- Lauffer, Herbert (1900–1980), deutscher Volkswirt, Jurist und Verwaltungsbeamter
- Lauffer, Johann Jakob (1688–1734), Schweizer Theologe und Historiker
- Lauffer, Otto (1874–1949), deutscher Volkskundler und Kulturhistoriker
- Lauffer, Siegfried (1911–1986), deutscher Althistoriker
- Lauffmann, Reinhold (1876–1952), deutscher Chemiker für Gerbereichemie
- Lauffs, Leon (1883–1956), deutscher Bildhauer, Grafiker und Maler
- Lauffs-Wegner, Andra, Kunstsammlerin

### Laufh
- Laufhütte, Hartmut (* 1937), deutscher Germanist, Literaturwissenschaftler und Hochschullehrer
- Laufhütte, Heinrich Wilhelm (1934–2023), deutscher Richter am Bundesgerichtshof

### Laufi
- Laufilitonga (1797–1865), letzter König (Tui Tonga) von Tonga

### Laufk
- Laufke, Franz (1901–1984), deutscher Jurist und Hochschullehrer
- Laufkötter, Franz (1857–1925), deutscher Politiker (SPD), MdR

### Laufm
- Laufman, Ken (* 1932), kanadischer Eishockeyspieler

### Laufn
- Laufner, Richard (1916–2014), österreichisch-deutscher Historiker, Bibliothekar und Archivar

### Laufr
- Laufray, Louis (1881–1970), französischer Schwimmer und Wasserballspieler

### Laufs
- Laufs, Adolf (1935–2014), deutscher Rechtswissenschaftler und Rechtshistoriker
- Laufs, Carl (1858–1900), deutscher Lustspielautor
- Laufs, Paul (* 1938), deutscher Politiker (CDU), MdB
- Laufs, Rainer (1939–2012), deutscher Mikrobiologe
- Laufs, Ulrich (* 1969), deutscher Kardiologe